# Cohen Nunatak
Cohen Nunatak är en nunatak i Antarktis. Den ligger i Västantarktis. Inget land gör anspråk på området. Toppen på Cohen Nunatak är 761 meter över havet.
Terrängen runt Cohen Nunatak är lite kuperad. Trakten är obefolkad. Det finns inga samhällen i närheten.